# Grotella vauriae
Grotella vauriae är en fjärilsart som beskrevs av Mc Elvare 1950. Grotella vauriae ingår i släktet Grotella och familjen nattflyn. Inga underarter finns listade i Catalogue of Life.